# 覃文静
覃文静（1960年—），毛南族，中华人民共和国政治人物、第十一届全国政协委员。
加入中国国民党革命委员会，担任广西接力出版社编辑室主任。2008年，当选第十一届全国政协委员，代表少数民族界，分入第五十组。